# HMS Minotaur (1793)
HMS Minotaur (Корабль Его Величества «Минотавр») — 74-пушечный линейный корабль
третьего ранга. Первый корабль Королевского 
флота, названный HMS Minotaur, в честь минотавра, чудовища из греческой мифологии. Четвёртый линейный корабль типа Courageux. Относился к так называемым «обычным 74-пушечным кораблям», нёс на верхней орудийной палубе 18-фунтовые пушки. Заложен в январе 1788 года. Спущен на воду 6 ноября 1793 года на королевской верфи в Вулвиче. Принял участие во многих морских сражениях периода Французских революционных и Наполеоновских войн, в том числе в Битве при Ниле и Трафальгарском сражении.

## Служба
В апреле-мае 1797 года экипаж Minotaur принял участие в мятеже в Спитхеде. 15 апреля моряки на 16 кораблях Флота Канала под командованием адмирала Александра Худа отказались выйти в море, а 17 апреля представили список своих требований. Основными требованиями были увеличение жалования, отмена 14-унциевого «баталерского фунта» и снятие некоторых непопулярных офицеров. Когда с помощью лорда Хау, популярного среди матросов, мятеж был погашен, корабли вышли в море.
В конце мая 1798 года Minotaur вошёл в состав отдельной эскадры под командованием капитана Томаса Трубриджа, отправленной, чтобы усилить эскадру Нельсона. В это время Нельсон был занят поисками крупного французского флота, который отплыл из Тулона для нападения на Египет. 13 июня Наполеон занял Мальту, а 19 июня продолжил свой путь в Египет и прибыл в Александрию 1 июля. 31 мая Нельсон вернулся к Тулону, где обнаружил, что французы покинули порт 13 дней назад. 7 июня к Нельсону присоединилась эскадра Трубриджа, после чего в поисках врага Нельсон достиг Неаполя 17 июня, а затем и Мессины 20 июня. Здесь он узнал о захвате Мальты и догадался о вероятном месте назначения французов. Он отплыл в Александрию, но так как он двигался быстрее французов, его эскадра обогнала их и первой достигла Александрии 29 июня, за два дня до них. Не найдя там французов, Нельсон решил возвращаться и отправился в направлении, противоположном тому, с которого приближались французы. Однако Нельсона не покидала уверенность в том, что французы собирались именно в Египет, и он отправился в плавание в Александрию ещё раз.
Вечером 1 августа 1798 года за полчаса до захода солнца началась Битва на Ниле, когда Нельсон атаковал французский флот, который стоял на якоре в боевой линии в Абукирском заливе под защитой флотилии канонерских лодок, четырёх фрегатов и батарей на острове Абукир. Minotaur был седьмым кораблем в линии и после того как Goliath и следующие четыре корабля атаковали французский авангард со стороны берега, Minotaur вместе с Vanguard и Defence атаковали французов со стороны моря, и вскоре французские корабли оказались в тяжелом положении, вынужденные вести бой сразу с несколькими противниками. Minotaur вступил в бой с 74-пушечным кораблем Aquilon. Когда Spartiate, стоящий на якоре перед Aquilon, оказался под огнём сразу трёх кораблей, Aquilon, который вел бой с одним Minotaur, повернул, чтобы обстрелять Vanguard орудиями левого борта. При этом он подставил свой нос под бортовой залп Minotaur, который снес ему мачты и убил большое число членов экипажа. Среди убитых был и капитан Тевенард, и офицеры, лишившиеся своего капитана, приняли решение спустить флаг. В сражении Minotaur потерял 23 человека убитыми и 64 ранеными.
Minotaur присутствовал при сдаче французского гарнизона в Чивитавеккья 21 сентября. Он разделил призовые деньги за сдачу города и крепости с Culloden, Mutine, Transfer и бомбардирским кораблем Perseus. Британцы также захватили французский полакр Il Reconniscento.
В мае 1800 года Minotaur в качестве флагмана вице-адмирала лорда Кейта принимал участие в осаде Генуи. 20 мая 1800 большая галера, куттер и несколько канонерских лодок вышли из Генуи и обменялись выстрелами с английской эскадрой, которая была занята бомбардировкой города. Капитан Бивер с Aurora оставил Minotaur с канонерскими лодками и бомбардирскими кораблями, чтобы начать новую бомбардировку. В это время флотилия судовых шлюпок вошла в гавань и захватила большую 50-весельную галеру Prima, с экипажем из 257 матросов под командованием капитана Патрицио Галлеано. Она была вооружена двумя латунными 36-фунтовыми пушками. Во время этой операции четыре британских моряка было ранено, один из них с Minotaur.
3 сентября 1800 года шлюпки с Minotaur и фрегата Niger атаковали два испанских 22-пушечных корвета Esmeralda и Paz, стоящих на якоре в гавани Барселоны. Несмотря на сильный огонь стоящих на якоре кораблей, четырёх береговых батарей, форта и ряда канонерских лодок и шхун, шлюпки смогли подойти к корветам и после короткого сражения захватили их. Потери экипажа Minotaur составили три человека убитыми  и четыре ранеными.
В 1801 году Minotaur принял участие в египетских операциях. 31 января он встал на якорь в Марморисе на юго-западе Турции, где собирался флот для нападения на Египет. 1 марта около 70 боевых кораблей вместе с транспортами, перевозящими 16 000 солдат, прибыли в залив Абукир вблизи Александрии. Непогода задержала высадку войск на неделю, но 8 марта Кокрейн был назначен руководить флотилией из 320 шлюпок которые высадили войска на берег. Солдаты с французских береговых батарей попытались помешать высадке, но британцы смогли отбить их атаку, и на следующий день сэр Ральф Эберкромби и вся британская армия уже были на берегу. Военно-морские корабли предоставили 1000 своих матросов, чтобы оказать поддержку сухопутной армии, во главе с сэром Сидни Смитом на 74-пушечном Tigre. 13 марта Minotaur потерял одного матроса и ещё двое получили ранения в сражении на берегу; 21 марта он потерял ещё одного матроса и пятеро получили ранения.
Так как Minotaur принимал участие в египетской кампании с 8 марта по 2 сентября 1801 года, его офицеры и команда получили право на медаль с пряжкой «Египет», которой Адмиралтейство наградило в 1850 году всех выживших участников.
28 мая 1803 года Minotaur совместно с Thunderer захватили 36-пушечный французский фрегат Franchise. Franchise вышел 33 дня назад из Порт-о-Пренса, и был вооружен 36 пушками, десять из которых находились в трюме. На его борту была команда из 187 человек под командованием капитана Журьена.
21 октября 1805 года Minotaur, под командованием капитана Чарльза Джона Мура Мэнсфилда, входил в состав колонны вице-адмирала Горацио Нельсона в битве при Трафальгаре. Minotaur находился в арьергарде британского флота, а потому прибыл к месту сражения, когда битва уже подходила к концу. Однако вскоре к месту боя подошли несколько кораблей из авангарда союзников, до этого момента не вступавшие в сражение. Minotaur и замыкавший колонну Нельсона Spartiate, обменявшись залпами с Formidable, Duguay-Trouin, Mont-Blanc и Scipion, атаковали 80-пушечный испанский корабль Neptuno. Он спустил флаг после боя, продолжавшегося около часа, за время которого испанский корабль потерял бизань-мачту, а также грот- и фок-стеньги. В сражении  Minotaur потерял 3 человека убитыми и 22 ранеными.
7 августа 1807 года Minotaur в качестве флагмана контр-адмирала Уильяма Эссингтона прибыл в Копенгаген. В составе эскадры адмирала Джеймса Гамбье принял участие в осаде и бомбардировке Копенгагена, завершившего капитуляцией города и передачей всего датского флота англичанам.
25 июля 1809 года 17 шлюпок с Minotaur, Princess Caroline, Cerberus и Prometheus атаковали флотилию из четырёх русских канонерских лодок и торгового брига, стоящих на якоре в гавани Фредриксха́мна. Британцам удалось захватить три канонерки и бриг, понеся при этом тяжёлые потери. В этой операции Minotaur потерял восемь человек убитыми и 30 ранеными, четверо из которых скончались от ран на следующий день. В 1847 году Адмиралтейство выпустило медаль с пряжкой «Boat Service 25 July 1809», которой были награждены все выжившие участники этой операции.

## Гибель
Во время плавания из Гётеборга в Великобританию, Минотавр под командованием капитана Джона Баррета, вечером 22 декабря 1810 года после того, как расстался со своими спутниками Plantagenet и Loire сел на мель возле острова Тексел. Он быстро перевернулся на бок, и волны сломали мачты корабля и начали разрушать его корпус. 110 членов экипажа погрузились на шлюпки и вскоре достигли берега, где они сообщили голландским властям о катастрофе. Ещё 20 выживших были спасены лоцманским ботом. Местные власти поместили выживших под стражу и отказались направить спасательные суда до следующего утра. Утром спасательный отряд обнаружил, что помимо четырёх мужчин, которые достигли берега цепляясь за обломки, больше выживших не было. Число погибших колеблется от 370 до 570 человек. Все выжившие были отправлены во Францию в качестве военнопленных.
Три с половиной года спустя, когда заключённые были освобождены, трибунал решил, что в катастрофе виноваты погибшие рулевые, которые неверно определили местоположение корабля. Голландские власти были подвергнуты критике за их отказ отправить спасательные лодки, благодаря которым можно было спасти большую часть оставшихся людей. Морской историк Уильям Стивен Джилли пришёл к выводу, что «Нет ни малейшего сомнения в том, что если бы голландские власти своевременно послали помощь, большая часть экипажа корабля была бы спасена».

## Наследие
Знаменитый художник-пейзажист Уильям Тернер изобразил гибель корабля, хотя первоначально на картине был изображен не Minotaur, а обычное торговое судно. Тернер сделал эскизы картины ещё в 1805 году, но к тому времени как он закончил картину в 1810 году, гибель Minotaur стала предметом широких дискуссий. Он назвал свою картину «Кораблекрушение Минотавра», чтобы этим вызвать общественный интерес к своей работе.